# Ibitinga (kommun)
Ibitinga är en kommun i Brasilien.   Den ligger i delstaten São Paulo, i den sydöstra delen av landet, 700 km söder om huvudstaden Brasília. Antalet invånare är 53 166.
Följande samhällen finns i Ibitinga:
- Ibitinga

Omgivningarna runt Ibitinga är huvudsakligen savann. Runt Ibitinga är det ganska tätbefolkat, med 86 invånare per kvadratkilometer.